# Deonte Banks
Deonte Banks (Baltimore, Maryland; 3 de marzo de 2001) apodado Tae, es un jugador profesional estadounidense de fútbol americano, se desempeña en la posición de cornerback en New York Giants, en la National Football League (NFL).

## Carrera
Hizo su debut profesional con el equipo New York Giants, lleva jugando una temporada, comenzó en el 2023.